# Muppet Babies (serie animata 2018)
Muppet Babies è una serie televisiva d'animazione statunitense con versioni per bambini dei Muppet realizzata The Muppets Studio, che si rivolge a un target di bambini dai 4 ai 7 anni. Si tratta di un reboot dell'omonima serie animata del 1984.

## Trama
La serie segue le esilaranti avventure nella stanza dei giochi dei giovani Kermit la Rana, Miss Piggy, Fozzie, Gonzo, Animal e la pinguina Summer, un nuovo membro dei Muppet Babies. Come sempre, la Signorina Tata incoraggia dolcemente e allegramente i Muppet Babies a usare la loro immaginazione per esplorare gli angoli più remoti dell'universo.

## Personaggi

### Principali
- Kermit - Un ranocchio che ama l'avventura. Doppiato in originale da Matt Danner e in italiano da Mino Caprio.
- Piggy - Una femmina di maiale che si considera una star e ha una cotta per Kermit. Doppiata in originale da Melanie Harrison e in italiano da Alessandro Quarta.
- Fozzie - Un orsetto che ama raccontare barzellette. Doppiato in originale da Eric Bauza e in italiano da Massimo Giuliani.
- Gonzo - Un "quello che è" che è un aspirante stuntman. Doppiato in originale da Ben Diskin e in italiano da Angelo Nicotra e, dal 2021, da Alessandro Messina
- Animal - Un mostro frenetico a cui piace suonare la batteria. Doppiato in originale da Dee Bradley Baker e in italiano da Paolo Marchese.
- Summer - Una femmina di pinguino viola del Polo Sud che ama l'arte. Doppiata in originale da Jessica DiCicco e in italiano da Monica Volpe.
- Signorina Tata - Il custode dei Muppet Babies. Ha vinto una medaglia d'oro in una disciplina di ginnastica allo Sport-A-Thon. In un episodio della stagione 2,era sostituita da un suo amico,il Signor Tato (doppiato in originale da Dulé Hill) Doppiata in originale da Jenny Slate e in italiano da Sara Ferranti.
- Camilla - Una pulcina bianca e la migliore amica di Gonzo, coinvolta nelle attività dei Muppet Babies. Ha due compagne: Priscilla (doppiata da Dee Bradley Baker) e Bip-Bip. Doppiata in originale da Melanie Harrison e in italiano da Barbara Sacchelli.

### Altri Muppet
- Sig. Statler e Sig. Waldorf - I vicini della Signorina Tata che spesso commentano le attività dei Muppet Babies dal balcone della loro casa. Doppiati rispettivamente in originale da Eric Bauza e Matt Danner e in italiano da Franco Zucca e Emidio La Vella.
- Rizzo il Ratto  - Un topo che vive nella tana dei topi nella stanza dei giochi dei Muppet Babies. Doppiato in originale da Ben Diskin e in italiano da Luigi Ferraro.
- Dott. Bunsen Honeydew - Un giovane aspirante scienziato. Doppiato in originale da Eric Bauza e in italiano da Francesco Vairano.
- Beaker - l'assistente di Bunsen Honeydew. Doppiato in originale da Matt Danner e in italiano da Ivan Andreani.
- Dr. Denti - Il membro principale della band Electric Mayhem. È apparso nella trasmissione live-action "Muppet Rock" dove ha visto Animal suonare nel backstage ed è interessato a farlo entrare nell'Electric Mayhem. Animal rifiuta per il momento perché ha bisogno di continuare a fare pratica. Interpretato da Bill Barretta e doppiato in italiano da Goffredo Matassi.
- Rowlf - Un cane che è un aspirante pianista. Doppiato in originale da Matt Danner e in italiano da Pierluigi Astore.
- Sweetums - Un orco che è il vicino di casa dei Muppet Babies. Doppiato in originale da Dee Bradley Baker e in italiano da Mario Bombardieri.
- Cuoco Svedese - Uno chef che è un finto prodigio di lingua svedese. Doppiato in originale da Matt Danner e in italiano da Gianluca Solombrino.
- Robin - Un girino che è nipotino di Kermit. Doppiato in originale da Eric Bauza e in italiano da Fabrizio Manfredi.
- Scooter - Un giovane ragazzo che indossa una giachetta gialla e verde. Doppiato in originale da Ogie Banks.
- Skeeter - La sorella gemella atletica di Scooter. Doppiata in originale da Cree Summer.
- Sam l'aquila - Un aquilotto. Doppiato in originale da Eric Bauza.
- Jill - Una rana che vive nell'altra parte del asilo. Doppiata in originale da Ashley Spillers.
- Carlos - Una rana blu che appare per la prima volta in "La rana è sempre quella". Doppiato in originale da Todrick Hall e in italiano da Gianluca Muziu.
- Rozzie - Una koala che è la sorella adottiva di Fozzie. Doppiata in originale da Charlie Townsend e in italiano da Veronica Cuscusa.